# Cape Bennett
Cape Bennett är en udde i Antarktis. Den ligger på Coronation Island i Sydorkneyöarna. Argentina och Storbritannien gör anspråk på området.
Terrängen inåt land är kuperad åt sydost, men åt sydväst är den bergig. Havet är nära Cape Bennett åt nordost. Trakten är obefolkad.